# Lago Rataira
Il Lago Rataira è un lago alpino situato a 2.204 m s.l.m. nelle Alpi Liguri, in comune di Roccaforte Mondovì. Si trova nell'alta valle dell'Ellero, poco a nord del Colle del Pas.

## Toponimo

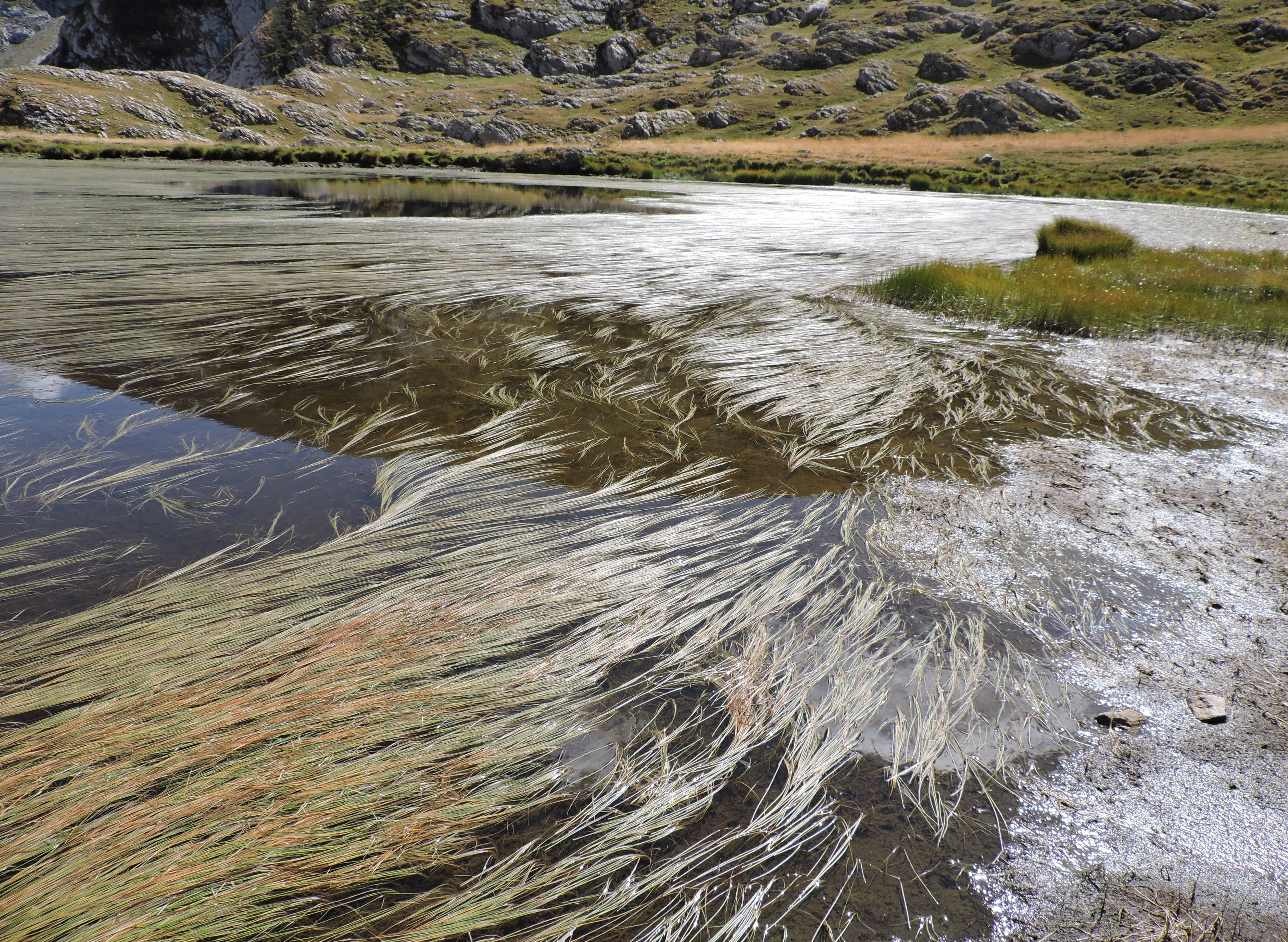
Vegetazione acquatica nel lago a fine estate

Il lago oltre che come Rataira viene anche indicato come Lago Ratavuloira, un toponimo che deriva dal termine usato in piemontese per il pipistrello (ratto volante). Rataira potrebbe anch'esso venire dal piemontese e significherebbe trappola per topi, forse nel senso che le acque fangose del lago possono costituire una trappola per i roditori.

## Storia
Non lontano dallo specchio d'acqua si trova un menhir. La sua origine è incerta, forse celtica.

## Escursionismo
Il lago può essere raggiunto per il sentiero che da Pian Marchisio, in comune di Roccaforte Mondovì, sale al Colle del Pas, valico che è a sua volta collegato con Carnino (comune di Briga Alta, Val Tanaro). Un altro itinerario parte dal rifugio Rifugio Garelli e superata la Porta Sestrera (per la quale transita anche la GTA) in breve consente di raggiungere il lago. Dal lago è inoltre possibile portarsi nel vallone ad ovest del Rifugio Garelli oltrepassando la Porta del Merguareis, un valico a 2.298  m s.l.m.